# パテ・アンクルート

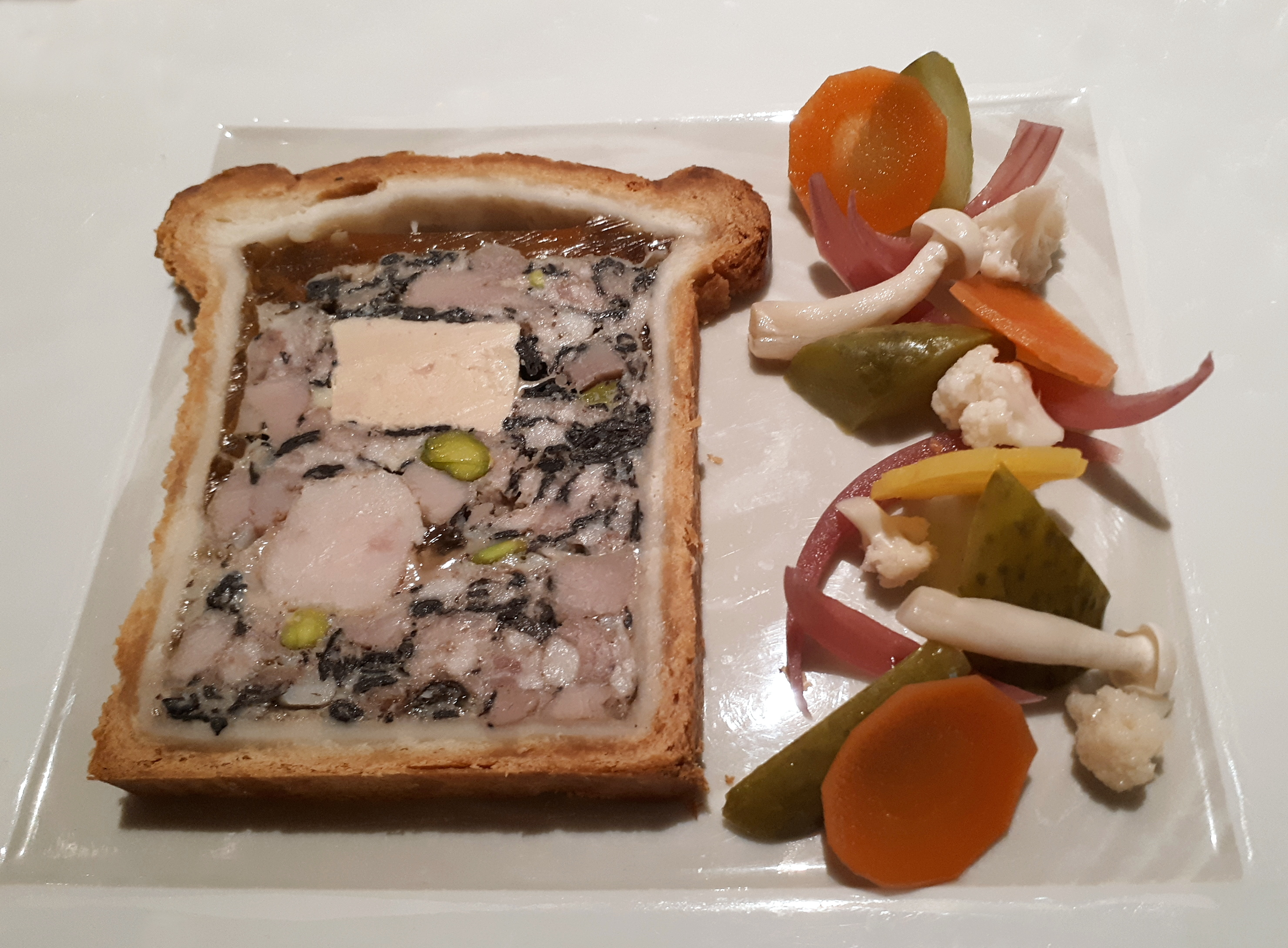
提供されるパテ・アンクルートの例

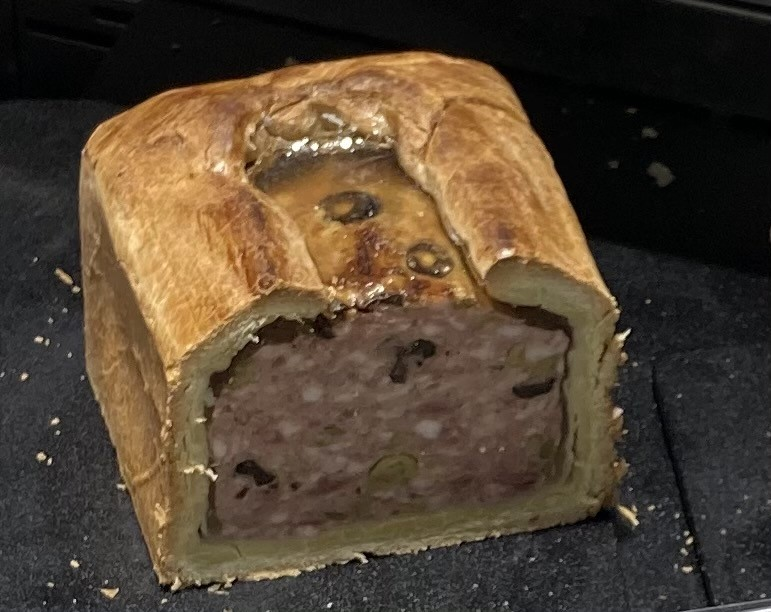
パテ・アンクルート その断面

パテ・アンクルート、パテ・アン・クルート（フランス語: pâté en croûte）は伝統的なフランス料理の1種。パテのパイ包み焼きである。日本ではパテ・クルートと呼ばれることもある。

## 概要
「パテ（pâte）」の語源はイタリア語の「 パスタ（pasta）」であり、「ペースト状に練ったものを固めたもの、固めるもの」の意である（建材で用いられるパテ (材料)も同語源）。
本料理は「ペースト状の練り物をパイ生地（パート・フォイユテ（pâté feuilletée、バターを折り込んで作るパイ生地））で包んで焼いた」料理であり、従来は包むパイ生地のほうをパテ（パート（pâté））と呼んでいた。今日では中身のほうを「パテ」と呼ぶようになっており、型に詰めて焼いたテリーヌとしても知られる。
起源は古く、中世には多くの種類のパテ・アンクールが作られていた。大きく分けるとパイ生地と詰め物（ファルス）という単純な構成であるが、外側のパイ生地はサクサクとした食感に仕上げる一方で、中の詰め物はしっとりさせるため、加熱し過ぎないよう注意が必要となってくる。詰め物に使用される食材もさまざまであり、パイ生地の上部にはコンソメのジュレを中に注ぐ。